# 까치돌고래
까치돌고래 또는 작은곱등어는 쇠돌고래과의 돌고래로 까치돌고래속의 유일한 종이다. 학명과 영어이름(Dall's Porpoise)은 미국의 학자 W.H. Dall의 이름을 따서 붙여졌다.
두 가지 분명한 형으로 나눌 수 있는데, 하나는 "달리형"이고, 다른 하나는 "트루아이형"이다. 달리형이 트루아이형보다 서식지가 넓게 퍼져있다. 매년 많은 까치돌고래가 고기잡이 그물에 걸려 죽는다. 그러나 보다 심각한 문제는 일본이 자행하는 포경이다. 쇠돌고래 중 가장 빠르다.